# Condado de Wilkes (Georgia)
El condado de Wilkes (en inglés: Wilkes County), fundado en 1777, es uno de 159 condados del estado estadounidense de Georgia. En el año 2005, el condado tenía una población de 10 143 habitantes y una densidad poblacional de 9 personas por km². La sede del condado es Washington.

## Geografía
Según la Oficina del Censo, el condado tiene un área total de 1228 km² (474,1 mi²), de la cual 1221 km² (471,4 mi²) es tierra y 3 km² (1,2 mi²) (0.55%) es agua.

### Condados adyacentes
- Condado de Elbert (norte)
- Condado de Lincoln (este)
- Condado de McDuffie (sur)
- Condado de Warren (sur)
- Condado de Taliaferro (suroeste)
- Condado de Oglethorpe (oeste)

## Demografía
Según el censo de 2000, había 10 687 personas, 4314 hogares y 2968 familias residiendo en la localidad. La densidad de población era de 9 hab./km². Había 5022 viviendas con una densidad media de 4 viviendas/km². El 55.12% de los habitantes eran blancos, el 43.05% afroamericanos, el 0.20% amerindios, el 0.23% asiáticos, el 0.04% isleños del Pacífico, el 0.51% de otras razas y el 0.85% pertenecía a dos o más razas. El 1.98% de la población eran hispanos o latinos de cualquier raza.
Los ingresos medios por hogar en la localidad eran de $27 644, y los ingresos medios por familia eran $36 219. Los hombres tenían unos ingresos medios de $27 355 frente a los $21 298 para las mujeres. La renta per cápita para el condado era de $15 ,020. Alrededor del 17.50% de la población estaban por debajo del umbral de pobreza.

## Transporte

### Principales carreteras
- U.S. Highway 78
- U.S. Highway 378
- Ruta Estatal de Georgia 10
- Ruta Estatal de Georgia 17
- Ruta Estatal de Georgia 44
- Ruta Estatal de Georgia 47
- Ruta Estatal de Georgia 80

## Localidades
- Rayle
- Tignall
- Washington